# Megascolia procer
Espèce
Megascolia procer est une espèce de guêpes solitaires de la famille des Scoliidae, de la tribu des Scoliini et du genre Megascolia. 

## Historique et dénomination
L'espèce Megascolia procer a été décrite par l'entomologiste allemand Johann Karl Wilhelm Illiger en 1802.

## Répartition
Elle est originaire de Java et d'Indonésie.

## Description

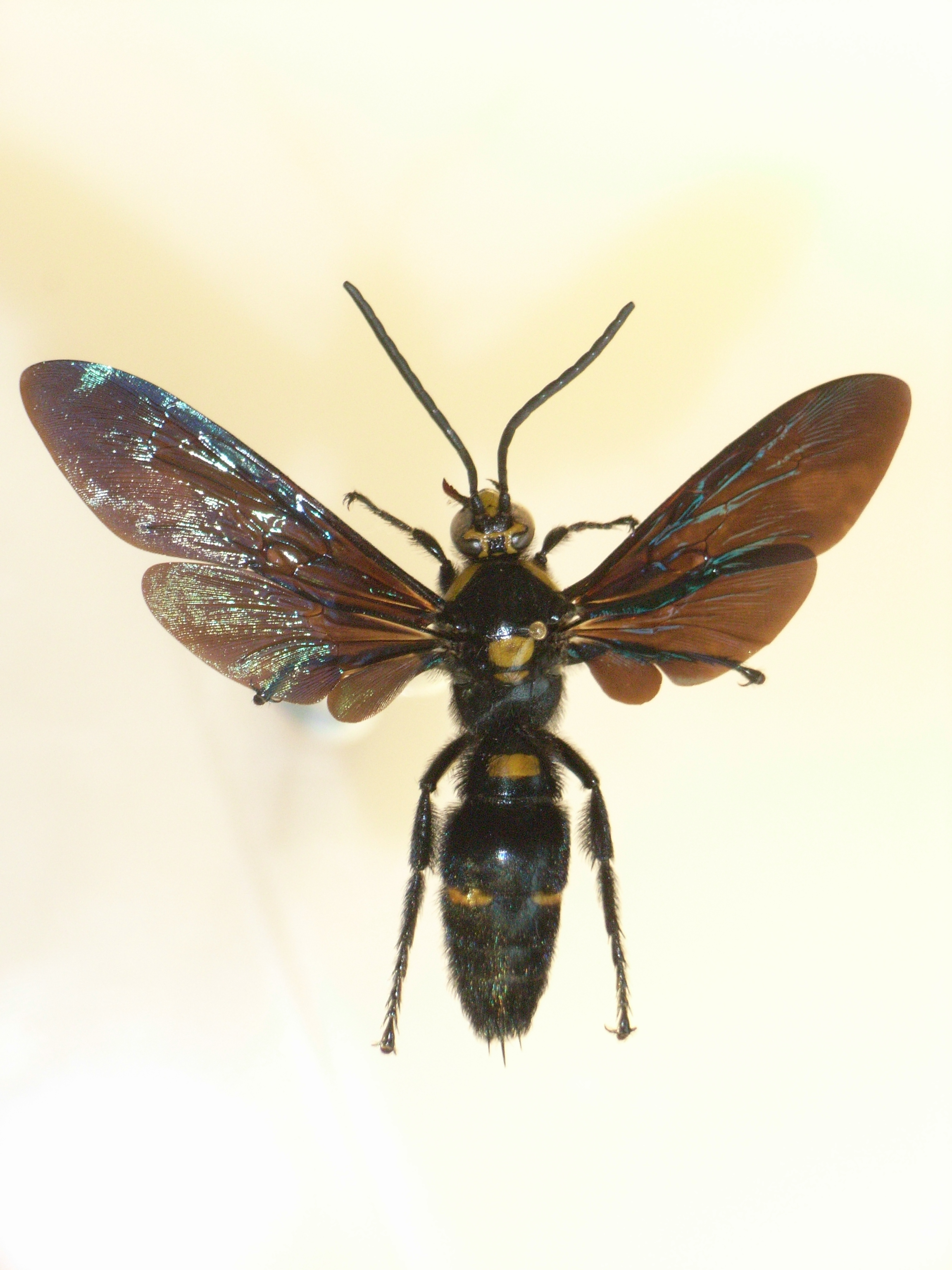
♂ Antennes longues, triples spicules à l'apex de l'abdomen